# Зубрила
«Зубрила» — белорусский художественный фильм 2022 года. Дебютная игровая работа режиссёра и сценариста Марка Веремейчика.
В основу сюжета фильма заложены проблемы взаимопонимания между младшим и старшим поколениями, распутного поведения молодёжи в деревне ввиду отсутствия там должного культурного досуга и современных городских благ.

## Сюжет
Желая связать жизнь с наукой, городской парень Лёня всё свободное время посвящает учёбе. Тётку не устраивает такой образ жизни племянника. И она
насильно отправляет героя на каникулы в деревню, чтобы тот под чутким контролем
бабушки остудил свою голову.
Оказавшись в чуждом месте без книг и реактивов, Лёня пытается преодолеть возникшие перед ним трудности деревенской жизни. По стечению обстоятельств он связывается с
компанией местной шпаны, издёвкам которой парень не может дать отпор в силу
характера.
Случай, произошедший на устроенной сбродом вечеринке, кардинально меняет
сущность героя: из робкого зубрилы он превращается в упёртого хулигана, готового
проучить своих вчерашних обидчиков.

## Актёрский состав
| Актёр              | Роль                                                       |
| ------------------ | ---------------------------------------------------------- |
| Роман Кресик       | Лёня, проблемный подросток, приехавший из города в деревню |
| Анастасия Лагутина | Надя, подруга Лёни                                         |
| Галина Агейкина    | Валентина Макаровна, бабушка Лёни                          |
| Сергей Шимко       | дед Матвей, дед Лёни                                       |
| Макар Гришкевич    | Димон, деревенский хулиган                                 |
| Юрий Сасковец      | Саня, деревенский хулиган                                  |
| Дарья Ковшик       | Катя, деревенская хулиганка                                |
| Виктория Ильина    | Аня, деревенская хулиганка                                 |
| Марина Лавор       | тётя Света, тётка Лёни, дочь Валентины Макаровны           |
| Николай Иванцов    | дядя Миша, заведующий сельским клубом                      |
| Фёдор Федорков     | Ванёк, главарь шайки деревенских хулиганов                 |
| Виктория Дубицкая  | Раиса, продавщица в сельском магазине                      |

## Создание
Идея снять фильм «Зубрила» пришла к режиссёру Марку Веремейчику в 2020 году, когда он намеренно завалил последний этап вступительных экзаменов в БГАИ, передумав там обучаться.
Через год, написав литературный сценарий и режиссёрскую экспликацию будущего фильма, он собрал съёмочную группу из студентов той же БГАИ. С некоторыми студентами Марк до того был знаком.
Поиск актёров осуществлялся в специализированных группах в соцсетях, а также в белорусских театрах. Так на роль бабушки Лёни была приглашена Галина Агейкина, ведущий мастер сцены бобруйского театра, а на деда — актёр РТБД Сергей Шимко.
На роль Лёни с первого раза был утверждён молодой актёр Роман Кресик, на тот момент едва окончивший школу и до того снимавшийся только в массовых сценах. Марк Веремейчик вспоминал: «С главным героем интересная ситуация получилась… Не было конкурса на главную роль. Я разглядел сразу в нём что-то такое, что нужно для картины. Персонаж в фильме угоняет мотоцикл, и в видеовизитке главного актёра Ромы прозвучала фраза „У меня есть права на мотоцикл, всю Беларусь объездил“. Всё, надо брать!»
Съёмки фильма начались в октябре 2021 года и прошли на территории Пуховичского района и города Марьина Горка. В общей сложности съёмочный период занял пять месяцев.
Марк Веремейчик отмечал, что организовать производство и постановку фильма такого масштаба, не имея профессионального образования, ему помогли «книги, беседы с опытными людьми, просмотры именитых фильмов и собственный опыт». Бюджет «Зубрилы» был собран режиссёром самостоятельно. Часть бюджета составили его собственные средства, которые он собирал в школьные годы во время подработок продавцом овощей и фруктов на рынке.

## Премьера
Ещё во время съёмок, в ноябре 2021 года, Веремейчик анонсировал премьеру летом 2022 года. Однако запланированного выхода не случилось ввиду внеплановых перерывов в производстве фильма, а также сложностей в поиске заинтересованных дистрибьюторских компаний и переговорах с их представителями.
В октябре 2022 года режиссёр заявил, что «фильм будет готов к покорению зрительских сердец уже в ближайший месяц», а в эфире телеканала «Беларусь 2» впервые был показан тизер «Зубрилы».
В июне 2023 года было обозначено, что мировая премьера состоится в ближайшее время в России, где лента получила прокатное удостоверение, а первый показ в Беларуси планируется организовать в Марьиной Горке, где картина снималась. Тогда же на странице фильма на сервисе «Кинопоиск» был опубликован официальный трейлер.
Вопреки заявлениям, касающимся места проведения мировой премьеры, она прошла не в России, а в Беларуси: самый первый показ состоялся 20 августа 2023 года в кинотеатре «Октябрь» (Марьина Горка).